# Tonicella
Tonicella is een geslacht van keverslakken uit de familie Ischnochitonidae.  

## Soorten
- Tonicella blaneyi Dall, 1905
- Tonicella insignis (Reeve, 1847)
- Tonicella lineata (Wood, 1815)
- Tonicella lokii Clark, 1999
- Tonicella marmorea (Fabricius, 1780)
- Tonicella rubra (Linnaeus, 1767) (Roodgemarmerde brandkeverslak)
- Tonicella solidior (Carpenter in Pilsbry, 1892)
- Tonicella squamigera Thiele, 1909
- Tonicella submarmorea (von Middendorff, 1847)
- Tonicella undocaerulea Sirenko, 1973
- Tonicella venusta Clark, 1999
- Tonicella zotini Jakovleva, 1952